# 盐源镇
盐源镇，是中华人民共和国云南省昭通市镇雄县下辖的一个乡镇级行政单位。
2012年8月30日，云南省人民政府批复同意撤销盐源乡，设立盐源镇。

## 行政区划
盐源镇下辖以下地区：
盐源村、付家寨村、温水村、盐溪村、干河村、蓼叶村、木歪村、杉树坪村、苍海村和铁炉村。